# Saturnia pavonus
Saturnia pavonus är en fjärilsart som beskrevs av Adrian Hardy Haworth 1802. Saturnia pavonus ingår i släktet Saturnia och familjen påfågelsspinnare. Inga underarter finns listade.